# Kıyıköy

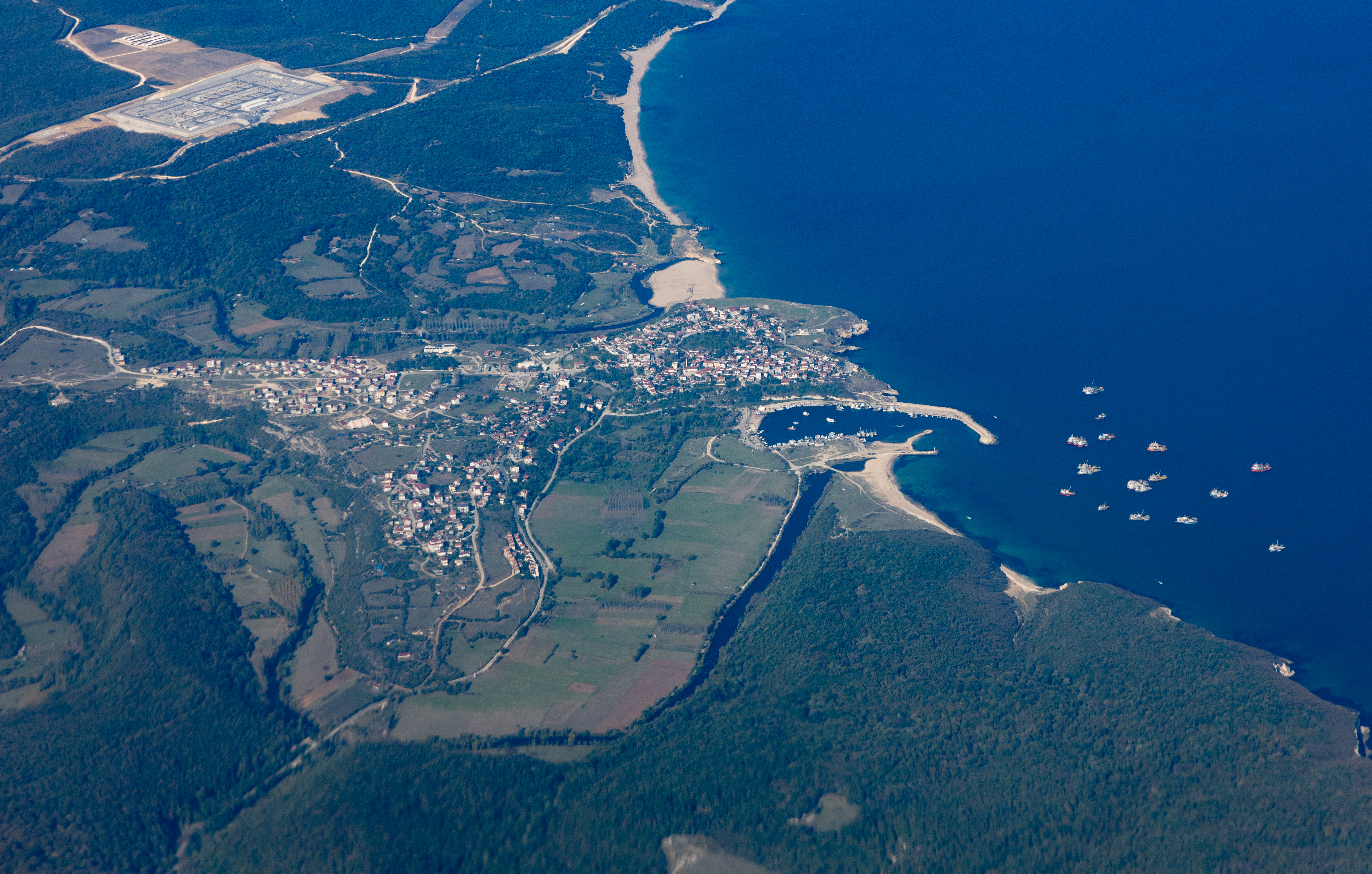
Luftbild

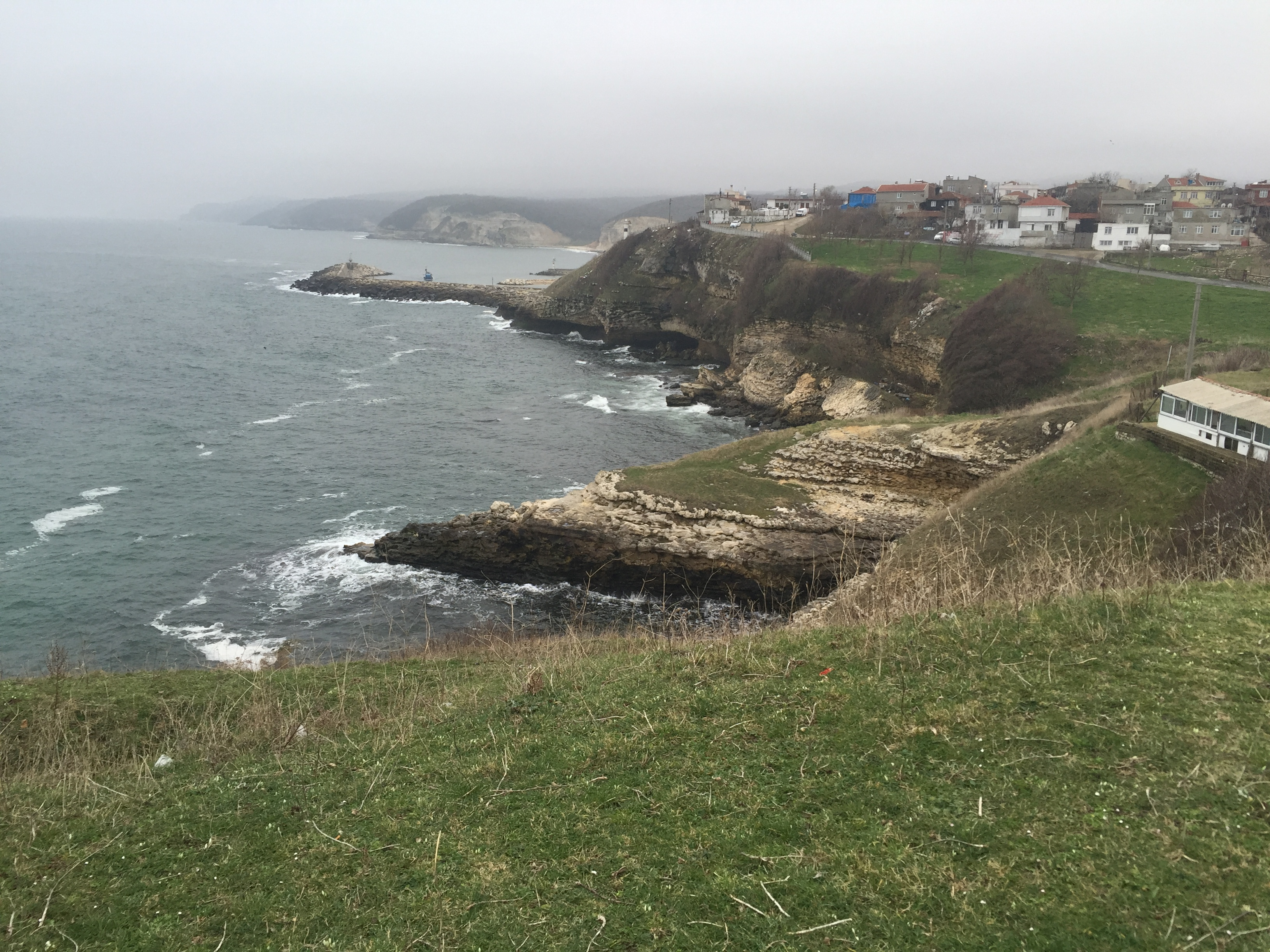
Panorama

Kıyıköy (Midye, Midieh, gr. Μήδεια, Midea, Alydessos, Salmydessus) ist ein kleines Dorf im türkischen Thrakien an der waldigen Schwarzmeerküste in der Provinz Kırklareli. Es besitzt einen Fischerhafen. Kıyıköy ist am schnellsten über die Autobahnabfahrt Çorlu über die Waldstraße von Saray erreichbar. Der Ort besitzt mehrere Sandstrände und wird primär von inländischen, meist aus Istanbul kommenden Touristen besucht. In der Vergangenheit bestanden die Haupteinnahmequellen aus der Fischerei und der Holzfällerei, jedoch bekommt der Tourismus eine immer größere Bedeutung.

## Geschichte

### In der Antike
Salmydessos war eine Stadt thrakischer Könige im Siedlungsgebiet der Thynen. Der Ort Salmydessos wird oft in der antiken Literatur, unter anderem in der Argonautensage, erwähnt. 
Phineus, der blinde König von Salmydessos in Thrakien, war ein Opfer der Harpyien, die sein Essen teils davontrugen, teils besudelten.
Im Dorf sieht man noch Tore und Mauern der byzantinischen Befestigungen.
In der Umgebung kann man die alten byzantinischen Klosterhöhlen Aya Nikola mit ungewöhnlichen Steinmöbeln besichtigen.
Die wilde steinige Felsenküste hat sehr eigenartige Höhlen, welche wie große Waschmaschinen Seewasser einspülen und aussaugen.
Der antike Dichter Archilochos schrieb über den Ort:
... vom Wogenschlag
Hin an die Küste gespült;
Zu Salmydessos mögen ihn, den nackten Wicht, 
Thraker mit struppigem Schopf 
In dunkler Nacht ergreifen, - dort wird er genug 
Schlimmes erdulden, das Brot 
der Sklaven fressen, - möge er von Frost erstarrt
Ganz übersponnen mit Tang 
Und zähneklappernd, wie ein Hund auf seinem Maul
Liegen entkräftet am Rand 
Der hohen Brandungsflut, im Gischte, - könnt' ich ihn
Selber nur sehen, der mir 
So unrecht tat, mit Füßen trat den Eid, - und war
Ehemals dieser mein Freund.

### In der Neuzeit
Im Dorf lebten bis Anfang des 20. Jahrhunderts meist Griechen. Laut einer Statistik von Ljubomir Miletitsch gab es 1912 noch 300 griechischen Familien. 
1912 wurde das Städtchen von der bulgarischen Armee im Zuge des Ersten Balkankriegs eingenommen. Nach dem Londoner Vertrag von 1913 wurde es zum Grenzort zwischen Bulgarien und der Türkei und Teil der Grenzlinie Midia – Enoz. Nach dem Zweiten Balkankrieg wurde Midia erneut Teil der Türkei. Die letzten griechischen Familien wurden in den 1920er Jahren vertrieben.